# H2ADIN
Jowonu(본명: 조원우, 2000년 10월 15일 ~ )는 대한민국의 래퍼이다. 《고등래퍼》에 참가하여 5등을 하였다.
그 이후, 예명 HA2DIN (헤딘)에서 자신의 본명을 영어로 발음한 Jowonu로 변경하였다.

## 학력
- 성화중학교 (졸업)
- 경상고등학교 (중퇴)

## 수상 기록
| 연도   | 수상 내역             |
| ------ | --------------------- |
| 2017년 | Mnet 《고등래퍼》 3등 |

## 방송
- 2017년 Mnet 《고등래퍼》